# Lista dei custodes rotulorum
Il Custos Rotulorum è il custode dei registri di una data contea inglese ed in virtù di questo ufficio è la massima carica civile nella contea stessa. La posizione è oggi puramente cerimoniale.
Segue qui l'elenco di tutti i Custodes Rotulorum presenti attualmente sui territori del Regno Unito, divisi per regioni.

## Inghilterra
- Bedfordshire
- Berkshire
- Buckinghamshire
- Cambridgeshire
- Cheshire
- Cornovaglia
- Cumberland
- Derbyshire
- Devon
- Dorset
- Durham
- East Riding of Yorkshire
- Essex
- Gloucestershire
- Hampshire
- Herefordshire
- Hertfordshire
- Huntingdonshire
- Kent
- Lancashire
- Leicestershire
- Lincolnshire
- Middlesex
- Norfolk
- Northamptonshire
- North Riding of Yorkshire
- Northumberland
- Nottinghamshire
- Oxfordshire
- Rutland
- Shropshire
- Somerset
- Staffordshire
- Suffolk
- Surrey
- Sussex
- Warwickshire
- Westmorland
- West Riding of Yorkshire
- Wiltshire
- Worcestershire

## Galles
- Anglesey
- Brecknockshire
- Caernarvonshire
- Cardiganshire
- Carmarthenshire
- Denbighshire
- Flintshire
- Glamorgan
- Merionethshire
- Monmouthshire
- Montgomeryshire
- Pembrokeshire
- Radnorshire

## Irlanda
- Carlow (unito con il titolo di Lord Luogotenente prima del 1838)
- Cavan
- Dublin
- Fermanagh (unito con il titolo di Lord Luogotenente prima del 1963)
- Kerry (unito con il titolo di Lord Luogotenente prima del 1746)
- Kilkenny
- Limerick
- Louth (unito con il titolo di Lord Luogotenente prima del 1911)
- Mayo
- Meath
- Monaghan
- Queen's County
- Roscommon
- Tyrone